# Ana Salazar
Ana Salazar (* 19. Juli 1941 in Lissabon) ist eine portugiesische Modedesignerin.

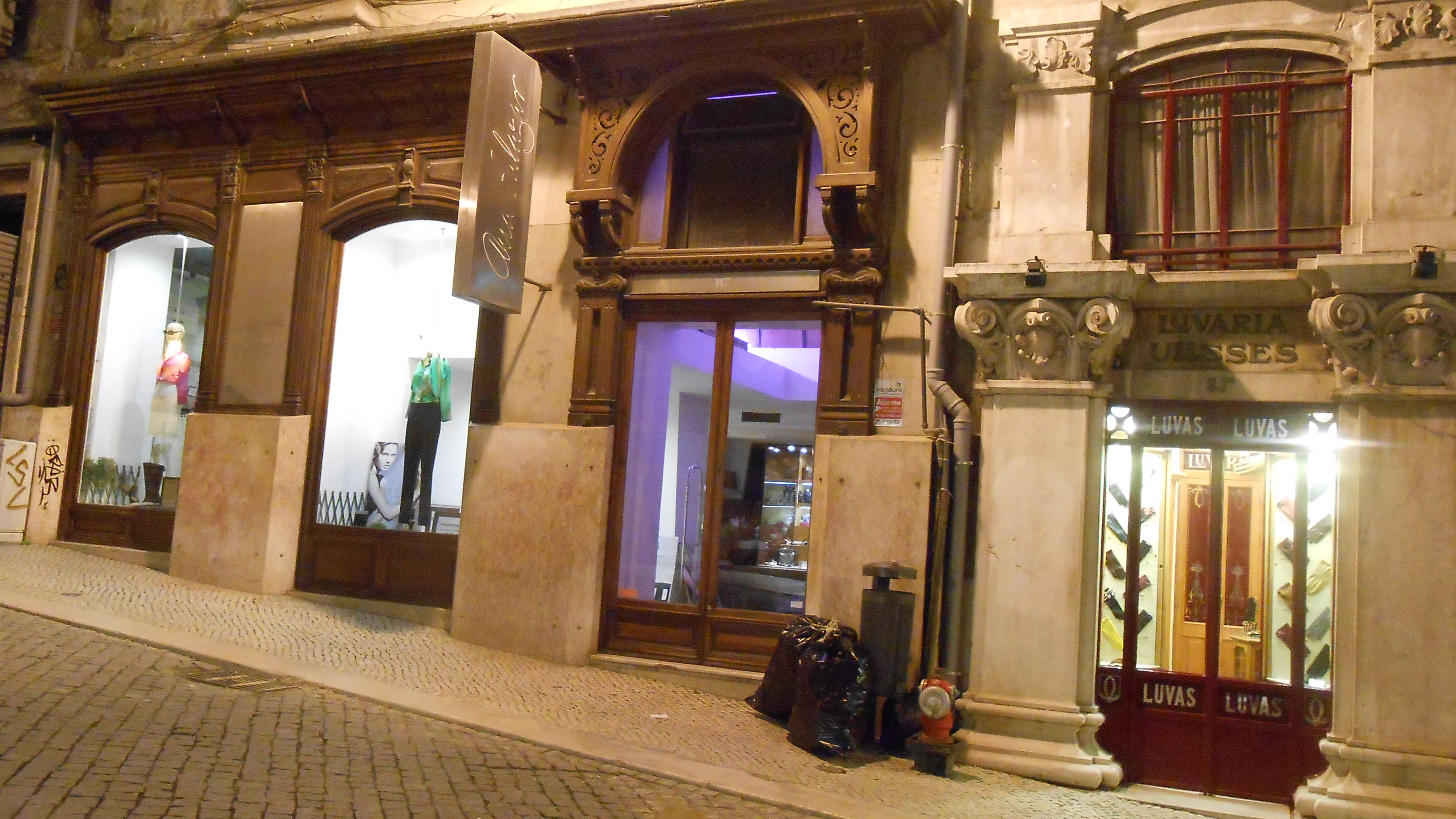
Das Geschäft Ana Salazars in der historischen Rua do Carmo im Chiado-Viertel in Lissabon (rechts das traditionsreiche Handschuhgeschäft Luvaria Ulisses)

Sie entwirft Mode seit den frühen 1970er Jahren, und vermarktet ihre Kleidung unter eigenem Namen seit 1978. 1985 eröffnete sie ein Geschäft ihrer Marke in Paris. Sie zeigte seither auf Modeschauen in Paris, Mailand, Lissabon und New York ihre Kollektionen. Sie entwarf Uniformen für Fluglinien und die Bahngesellschaft in Portugal, Kostüme für verschiedene Theater- und Ballettstücke in Lissabon, und verschiedene Azulejos, Kristallvasen und Brillen, u. a. 2000 präsentierte sie ihre erste Männerkollektion, in der Kulisse des Vasco-da-Gama-Turms, auf dem Gelände der Expo 98 in Lissabon.
Sie war lange die bekannteste portugiesische Modeschöpferin. Inzwischen gilt zwar Fátima Lopes als die internationalste Modedesignerin Portugals, doch Ana Salazar betreibt weiterhin Läden im Ausland (z. B. Barcelona), und vertreibt ihre Produkte weltweit, neben Kleidung auch andere Produkte, etwa Brillen und  Parfum. Ana Salazars Lissabonner Läden im Chiado-Viertel (Rua do Carmo) und in der Avenida de Roma gelten auch international als lohnende Ziele für Modeinteressierte.
1997 wurde sie von Staatspräsident Jorge Sampaio mit dem Orden des Infanten Dom Henrique im Großoffiziersrang ausgezeichnet.